# Karlin-Stolin (dinastía jasídica)
Karlin-Stolin (en yidis: קרלין סטולין) es una dinastía jasídica que se originó con el Rabino Aharon el Grande de Karlin en la actual Bielorrusia. Karlin fue uno de los primeros centros de los jasidim que se estableció en Lituania. Actualmente, la dinastía Karlin-Stolin está floreciendo una vez más después de haber sido diezmada durante el Holocausto. Los jasidim de la secta Karlin-Stolin se pueden encontrar en todo el mundo: en Israel, América, Rusia, Inglaterra, México y Ucrania. Los jasidim de Karlin son especialmente conocidos por su costumbre de clamar al Altísimo en voz alta y fuerte cuando oran. También son conocidos por su hospitalidad.
Los jasidim de Karlin-Stolin se establecieron en Tierra de Israel a mediados del siglo XIX, estableciéndose en Tiberíades, Hebrón y Safed. En 1869 redimieron una antigua sinagoga en Tiberíades que había sido construida en 1786 por el Rabino Menajem Mendel de Vítebsk pero que fue destruida durante el terremoto de Galilea de 1837. La construcción de la nueva sinagoga comenzó en 1870 y fue posible gracias a la recaudación de fondos de los judíos de la diáspora. Esta sinagoga, que todavía se utiliza, se encuentra en el conjunto de las antiguas sinagogas de Tiberíades. Fue durante este tiempo que los jasidim de la secta Karlin-Stolin se establecieron en la ciudad de Jerusalén, y para el año 1874 habían establecido la sinagoga Beth Aaron en la ciudad vieja.
Hoy en día, el Rabino de la secta Karlin-Stolin Boruch Meir Yaakov Shochet reside en Givat Ze'ev, un asentamiento israelí ubicado al noroeste de la ciudad santa de Jerusalén. La mayor parte de los jasidim de Karlin-Stolin residen cerca de Jerusalén, también hay sinagogas en Beitar Illit, Bnei Brak, Kiryat Sefer, Brachfeld, Safed, y Tiberíades; así como en los Estados Unidos, en Boro Park, en Monsey, Nueva York, en Lakewood, Nueva Jersey, en Los Ángeles, California, en Londres, Inglaterra, Reino Unido, y en Ucrania.
El hermano menor del Rabino también vive en la ciudad santa de Jerusalén, y es conocido como el Rabino Loitzker. El Rabino Loitzker estableció una corte jasídica con el permiso de su hermano mayor, el Rabino de Karlin-Stolin. En Jerusalén, los jasidim de Karlin llevan un caftán dorado durante el Shabat, el atuendo tradicional de los jaredim de la ciudad santa de Jerusalén.